# Our Mother's House
Our Mother's House és una pel·lícula dramàtica de thriller britànica del 1967 dirigida per Jack Clayton. Protagonitza nominalment Dirk Bogarde (que només apareix a la segona meitat de la pel·lícula) i compta principalment amb un repartiment de set actors juvenils, inclosos Pamela Franklin, Phoebe Nicholls i Mark Lester, amb la popular actriu britànica Yootha Joyce en un paper secundari. El guió va ser escrit per Jeremy Brooks i Haya Harareet, basat en la novel·la homònima del 1963 de Julian Gloag.

## Trama
Els set nens Hook, les edats dels quals oscil·len entre els cinc i els catorze anys, viuen en una casa victoriana en ruïnes als suburbis de Londres. Els nens grans ajuden a cuidar la seva mare soltera invàlida, la malaltia crònica de la qual l'ha portat a convertir-se a la religió fonamentalista i a rebutjar tota ajuda mèdica. Quan la seva mare mor sobtadament, els nens s'adonen que poden ser separats i enviats a orfenats, així que decideixen amagar la mort de la seva mare i continuar amb la seva rutina diària com si encara estigués viva. Enterren secretament la seva mare al pati del darrere a la nit i converteixen el cobert del jardí en un santuari per a ella, on fan sessions periòdicament per comunicar-se amb el seu esperit.
La filla gran, l'Elsa, se'n fa càrrec. Els nens donen excuses per l'absència de la seva mare als seus veïns i professors, al·legant que el metge l'ha enviat a la vora del mar per la seva salut, i acomiaden la seva abrasiva mestressa, la senyora Quayle. Els nens s'adonen que poden mantenir-se després que l'Elsa descobreixi que el germà petit Jiminee pot falsificar de manera convincent la signatura de la seva mare, cosa que els permet cobrar els xecs del fons fiduciari que li arriben cada mes, i també descobreixen que la seva mare ha deixat més de 400 lliures en un compte d'estalvis.
Alguns dels nens suggereixen contactar amb el seu pare estrany, però la idea és rebutjada per l'Elsa, que ha estat adoctrinada amb el menyspreu amarg de la seva mare pel seu exmarit impertinent. Quan el germà gran Hubert descobreix que l'Elsa sap l'adreça de contacte del seu pare (arriba una carta que l'Elsa esclata davant d'Hubert), Hubert proposa que es posin en contacte amb ell, amb l'esperança que els ajudi. Elsa descarta la idea i llença l'adreça, però quan surt de l'habitació Hubert la recupera. Durant els propers sis mesos, els nens porten una vida exteriorment normal, tot i que el conflicte sorgeix quan Gerty fa un passeig innocent amb la moto d'un desconegut.
Horroritzada pel contacte de la Gerty amb un foraster, Diana "consulta" l'esperit de la seva mare. Els germans denuncien a la Gerty com una "prostituta" i la castiguen traient-li la preciosa pinta que li havia regalat la seva mare i tallant-li els cabells llargs. Poc després, Gerty cau malalta, i encara que Diana segueix la pràctica de la seva mare i es nega a buscar un metge, la Gerty finalment es recupera.
El món secret dels nens comença a canviar quan en Jiminee porta a casa Louis, un amic de la seva escola, i li permet amagar-s'hi. Aviat arriba el seu professor, que demana escorcollar la casa i recuperar el noi desaparegut, però la situació es veu negada per l'arribada inesperada del seu pare, Charlie. Immediatament s'instal·la, i Hubert admet que havia escrit en secret a Charlie per demanar-li que vingués. La família s'adapta a la nova situació domèstica, Charlie els porta d'excursió i fins i tot compra un cotxe nou. La majoria dels nens (especialment la Diana) arriben a confiar en ell i estimar-lo, tot i que l'Elsa continua desconfiant profundament d'ell.
El món idíl·lic dels nens comença a enfonsar-se després que Charlie tingui una trobada casual en un autobús amb la senyora Quayle. Aviat torna a aparèixer a la casa i demana saber què li ha passat a la senyora Hook, però Charlie fa escàpols. Ella torna a casa i ella i Charlie aviat comencen una relació. A mesura que passa el temps, Charlie torna a formar-se, gasta lliurement, beu molt i entretén a les "dones soltes" a la casa. En assabentar-se de la capacitat de Jiminee per falsificar la signatura de la seva mare, Charlie el convenç de signar documents sense que els seus germans ho sàpiguen, i aliena encara més els nens quan desmunta el santuari del seu jardí. Les coses arriben al cap quan un agent immobiliari i una parella s'entren a inspeccionar la casa. Tot i que Diana encara es nega a veure la veritat, Elsa i Gerty dedueixen correctament que en Charlie té la intenció de vendre la casa, i després de buscar la seva habitació descobreixen que ha malgastat pràcticament tots els estalvis de la seva mare.
Quan Charlie arriba a casa aquella nit, els nens demanen una explicació. Al principi intenta cobrir-se, però davant la implacable Elsa, ho revela tot, i denuncia furiós la seva mare -explica que havia portat una vida dissoluta abans de caure malalta i es va dedicar a la religió, que els nens són de fet. descendents il·legítims descendència de les seves moltes relacions adúlteres i que cap d'ells és seu. A més, revela que ara controla la propietat, després d'haver utilitzat Jiminee per falsificar sense voler la signatura de la seva mare i signar l'escriptura de propietat per ell mateix. Quan declara cruelment que menysprea els nens i que té la intenció de vendre la casa i entregar-los a la beneficència, Diana l'enganxa i el mata amb un atiador.
Els nens debaten breument si enterrar o no Charlie al jardí i continuar com abans, però finalment accepten la gravetat de la seva situació. Quan la pel·lícula acaba, els nens surten de casa per última vegada i marxen a la foscor per entregar-se a les autoritats.

## Repartiment
- Dirk Bogarde com a Charlie Hook
- Els nens
  - Margaret Brooks com a Elsa
  - Pamela Franklin com a Diana
  - Louis Sheldon Williams com a Hubert
  - John Gugolka com a Dunstan
  - Mark Lester com a Jiminee
  - Sarah Nicholls com a Gerty
  - Gustav Henry com a Willy
- Parnum Wallace com a Louis, el convidat dels nens
- Yootha Joyce com a Sra. Quayle
- Claire Davidson com a Miss Bailey
- Anthony Nicholls com el Sr. Halbert
- Annette Carell com a mare
- Gerald Sim com a dependent del banc
- Edina Ronay com a Doreen
- Diana Ashley com a amiga de Charlie
- Garfield Morgan com el Sr. Moley
- Faith Kent com a clienta de la dona
- John Arnatt com a client Man
- Jack Silk com a motociclista

## Producció i càsting
La novel·la de Julian Gloag va atreure l'atenció de Clayton pel seu amic íntim, el novel·lista canadenc Mordecai Richler, i segons el biògraf Neil Sinyard, Clayton la va trobar "immediatament fascinant". Una carta de Gloag a Clayton de 1966 suggereix que 20th Century Fox estava interessada a produir una adaptació cinematogràfica i que Eleanor Perry havia escrit un guió, però que va ser adquirit per a Clayton per MGM i l’executiu de Filmways Martin Ransohoff. Clayton va encarregar a Jeremy Brooks (aleshores gerent literari de la Royal Shakespeare Company) l'escriptura del guió, però va trobar l'adaptació de Brooks massa llarga i massa propera a la seva font, així que va portar a la seva dona, la va assenyalar l'actriu i escriptora d'origen israelià Haya Harareet, que "va endurir l'estructura i va canviar especialment el final per fer-lo més coherent temàticament i psicològicament que a la novel·la".
Richard Burton va ser la primera opció per interpretar a Charlie, però es pensava que el seu honorari augmentaria el pressupost, així que Bogarde va ser seleccionat per al paper. El repartiment juvenil va ser liderat per Pamela Franklin, que havia treballat amb Clayton (com a Flora, un dels germans posseïts) a The Innocents. Yootha Joyce havia treballat amb Clayton en un aclamat paper cameo a The Pumpkin Eater (1964) de Clayton.
Our Mother's House és la segona d'una trilogia solta de pel·lícules en què Clayton va explorar temes de l'ocultisme i dels nens en situacions aïllades que estan amenaçats pel mal. El més famós va assajar aquests temes a The Innocents, la seva aclamada adaptació de "The Turn of the Screw" d'Henry James, i hi va tornar a la dècada de 1980 amb la seva adaptació a la pantalla de Something Wicked This Way Comes de Ray Bradbury (1983).
A les seves memòries de 1975, Dirk Bogarde va explicar la seva experiència amb la producció en termes brillants:
| « | :"El meu primer matí a la lúgubre casa de Croydon vaig estar una mica enganxat. Vuit parells d'ulls, que van dels cinc als catorze, em van mirar solemnement. Ni un somriure, ni tan sols un somriure de benvinguda. A la petita caravana. al jardí davanter que m'havien donat per canviar-hi, hi havia un pot de melmelada farcit de ligustre i unes margarides de Sant Miquel. 'Esperem que siguis tan bo com has fet de dolent. Millor que ho siguis. Atentament, Els nens. "M'ha encantat cada segon de la pel·lícula, que va ser un dels més feliços que he fet mai." | » |

Our Mother's House també va ser la segona de cinc col·laboracions entre Clayton i el famós compositor francès Georges Delerue, que havia escrit la partitura per a The Pumpkin Eater (1964) de Clayton. 16 anys després de fer Our Mother's House, Clayton i Delerue es van reunir per a Something Wicked This Way Comes (1983), però aquella producció va tenir problemes, l'estudi (Disney) obligava Clayton a substituir la música original de Delerue (que es considerava massa fosca) amb una nova partitura de James Horner. Delerue va compondre la música dels dos últims projectes de Clayton: The Lonely Passion of Judith Hearne (1987) i la pel·lícula per a televisió Memento Mori (1992).

## Recepció crítica
En revisar la pel·lícula a la seva estrena als Estats Units el novembre de 1967, Roger Ebert li va donar una qualificació de tres estrelles i mitja. Va descriure la pel·lícula com "una de les més suspensives dels últims anys... No és un "qui hi va?", sinó un suspens basat en personalitats reals atrapades en una situació impossible". Ebert també va elogiar especialment les actuacions del repartiment juvenil:
"L'ús de nens a les pel·lícules és un negoci perillós, encara que només sigui perquè els petits monstres porten el pes de tota l'empresa: trama, atmosfera, tot... De tant en tant, però, un director aconsegueix vèncer els petits prodigis per sotmetre'ls i esquinçar-los actuacions contingudes, i quan això succeeix, el resultat pot ser memorable. Peter Brooks ho va fer amb els seus nàufrags a "Lord of the Flies", Lee Thompson ho va fer amb Hayley Mills a "Tiger Bay" i ara ja ho ha fet Jack Clayton. ho fa magníficament a Our Mother's House...(ell)...dirigeix amb ferma moderació. Bogarde fa una actuació competent que no està a l'altura del seu millor, però realment no és la seva pel·lícula de totes maneres. Pertany a els nens, i són nens molt reals."
A l'edició d'abril de 2014 de Sight & Sound del BFI, l'article de Pasquale Iannone titulat "Age of Innocence" examina la història dels nens a les pel·lícules, escrivint:
| « | "Després d'haver parlat de la tensió, l'empenta i l'estirament entre el món de l'adult i el nen, què passa quan el nen es queda sol, quan ja no queden regles per trencar? A Our Mother's House (1967) de Jack Clayton, una família de set fills decideix no denunciar la mort de la seva mare per malaltia per por de ser enviats a un orfenat. En canvi, enterren la seva mare al jardí de la seva gran casa familiar i continuen la vida amb normalitat. Clayton dibuixa tota la gamma d'emocions infantils: despreocupada i juganera un minut, implacablement cruel l'altre, en el que segueix sent un dels retrats més poc apreciats de les vicissituds de la infància." | » |

## Premis
- Dirk Bogarde va guanyar una de les seves sis nominacions al BAFTA com a millor actor per la seva actuació a la pel·lícula,
- La pel·lícula va ser nominada al Lleó d'Or a la millor pel·lícula a la 28a Mostra Internacional de Cinema de Venècia del 1967.[7]